# Héctor Quintanar
Héctor Quintanar (* 15. April 1936 in Mexiko-Stadt; † 24. Oktober 2013 ebenda) war ein mexikanischer Komponist und Dirigent.
Quintanar studierte Harmonielehre bei Rodolfo Halffter und Komposition bei Carlos Jiménez-Mabarak am Konservatorium von Mexiko. 1960 wurde er Mitglied des Composition Workshop von Carlos Chávez Ramírez, wo er später die Abteilung für Elektronische Musik leitete. Daneben wirkte er als Dirigent des Sinfonieorchesters der Universität von Mexiko, der Sinfonieorchester von Xalapa und Guadalajara und der Oper von Morelia und war künstlerischer Direktor des Teatro Juárez von Guanajuato.
Neben einer Sinfonie und weiteren Orchesterwerken, Kammermusik, einer Kantate und Liedern verfasste er zahlreiche Werke für elektronische Instrumente.